# Saint-Pierre-le-Jeune catholique

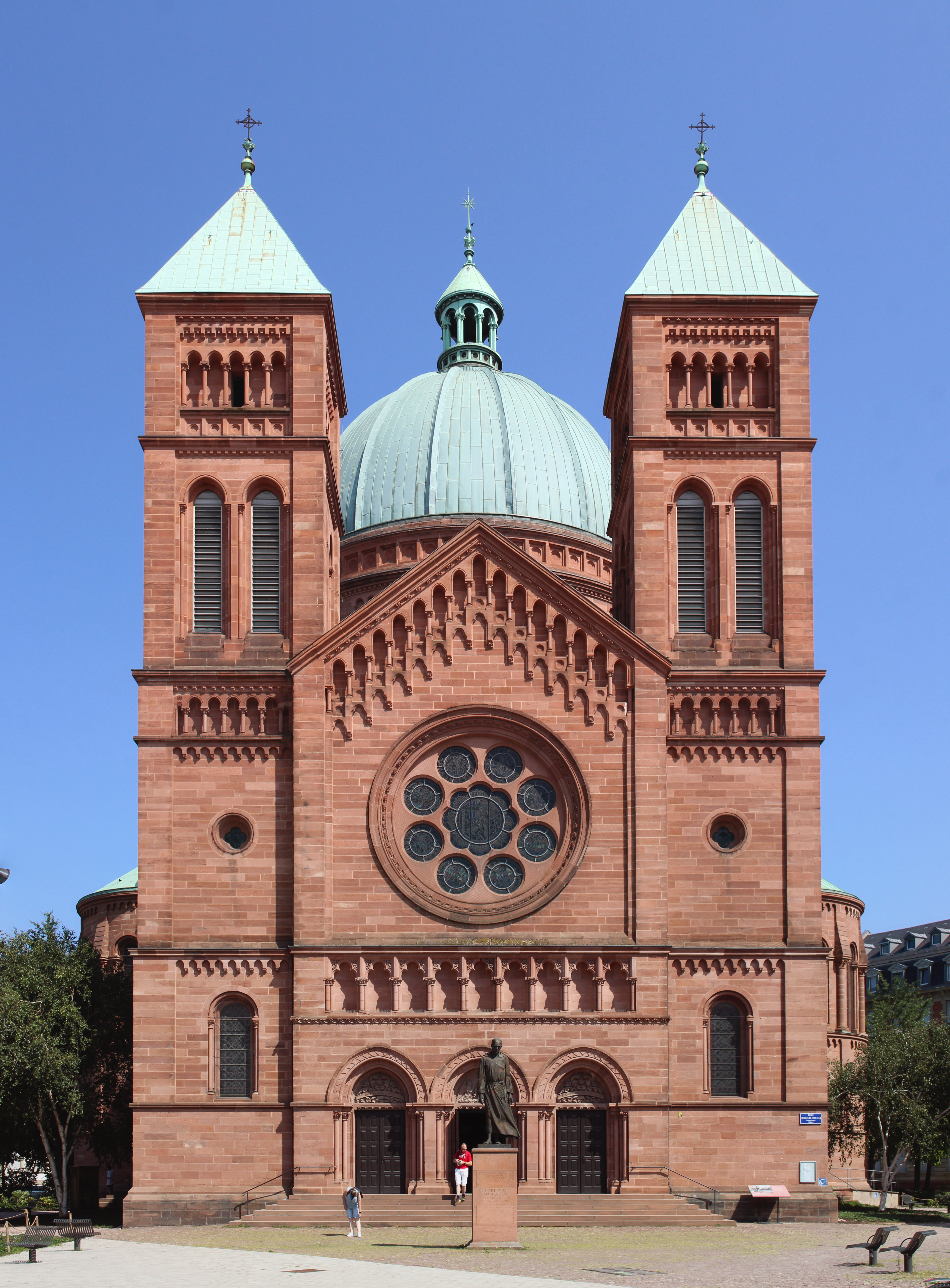
Saint-Pierre-le-Jeune catholique, Frontalansicht

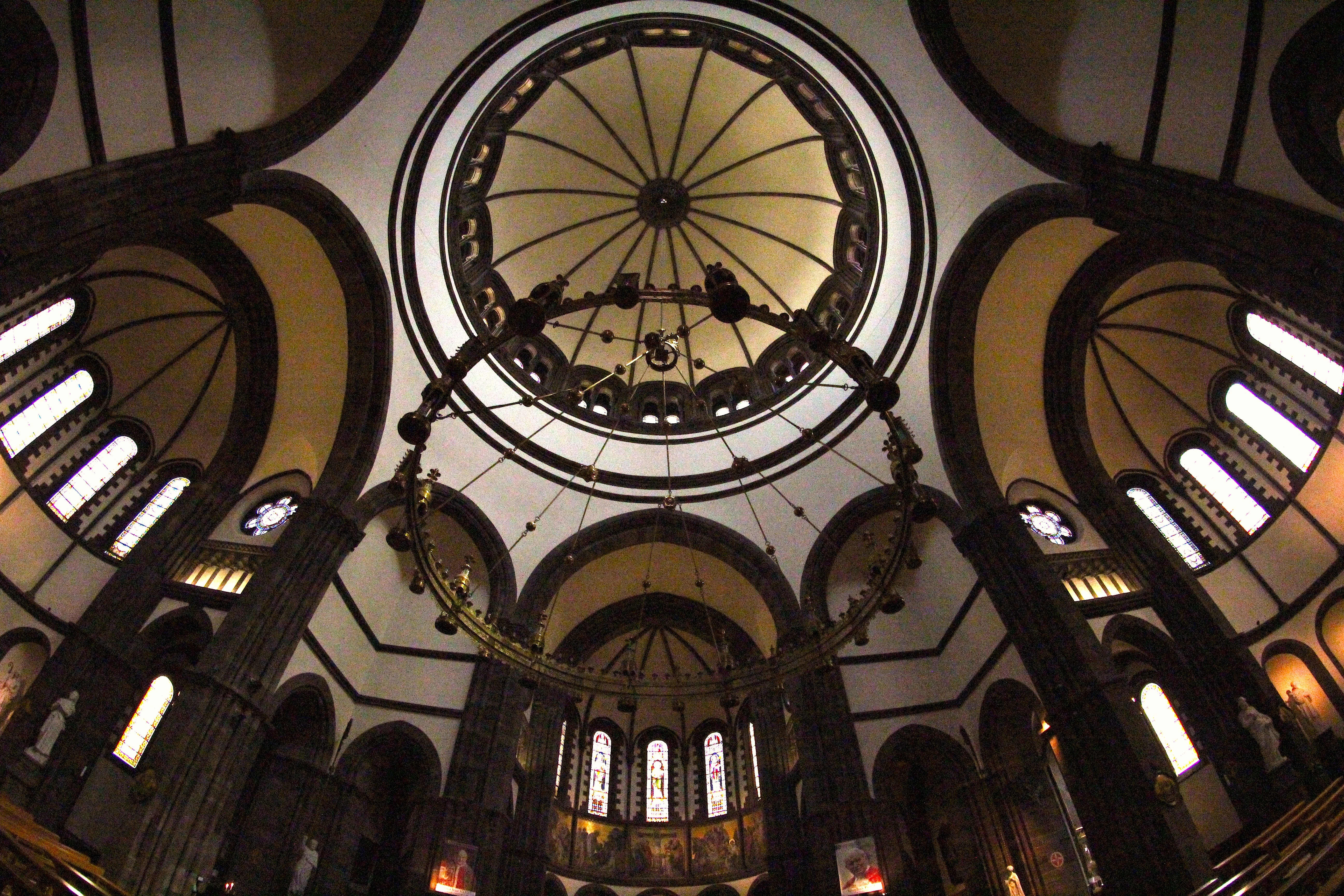
Innenansicht mit Radleuchter

Saint-Pierre-le-Jeune catholique (Jung-Sankt-Peter katholisch) ist eine römisch-katholische Kirche in Straßburg-Neustadt. Sie ist nicht zu verwechseln mit den deutlich älteren Kirchen Kirche zu Jung-St. Peter protestantisch und Saint-Pierre-le-Vieux (Alt Sankt Peter).

## Architektur und Ausstattung
Das Kirchengebäude wurde 1889–1893 nach Plänen und unter Leitung der Architekten Skjøld Neckelmann und August Hartel im neuromanischen Stil errichtet und mit der größten Kuppel des gesamten Elsass bekrönt (Innenhöhe 50 Meter, Innendurchmesser 18,5 Meter). Äußerlich ist das Gebäude aus rotem Vogesen-Sandstein mit Kupferdächern gestaltet. (Neckelmann zeichnete ebenfalls für den benachbarten Justizpalast aus grauem Sandstein verantwortlich.)
Im Innern der Kirche befindet sich unter anderem ein gewaltiger neuromanischer Radleuchter, der dem verschollenen Original in der Abteikirche Weißenburg nachempfunden ist.

## Orgel
Die Orgel aus dem Jahre 2003 stammt aus der Werkstatt Yves Kœnig. Das Instrument hat 39 Register auf zwei Manualen und Pedal und weist folgende Disposition auf:
| I Positif de Dos C–g3 |              |        |
| 1.                    | Bourdon      | 8′     |
| 2.                    | Salicional   | 8′     |
| 3.                    | Montre       | 4′     |
| 4.                    | Flûte        | 4′     |
| 5.                    | Nasard       | 2 ⁄3′  |
| 6.                    | Doublette    | 2′     |
| 7.                    | Tierce       | 1 3⁄5′ |
| 8.                    | Plein-Jeu IV |        |
| 9.                    | Cromorne     | 8′     |
|                       | Tremblant    |        |

| II Grand Orgue C–g3 |                  |     |
| 10.                 | Montre           | 16′ |
| 11.                 | Montre           | 8′  |
| 12.                 | Bourdon          | 8′  |
| 13.                 | Gambe            | 8′  |
| 14.                 | Flûte harmonique | 8′  |
| 15.                 | Prestant         | 4′  |
| 16.                 | Doublette        | 2′  |
| 17.                 | Fourniture IV    |     |
| 18.                 | Cymbale III      |     |
| 19.                 | Cornet V         |     |
| 20.                 | Trompette        | 8′  |
| 21.                 | Clairon          | 4′  |

| III Récit expressif C–g3 |                  |    |
| 22.                      | Principal        | 8′ |
| 23.                      | Bourdon          | 8′ |
| 24.                      | Gambe            | 8′ |
| 25.                      | Voix céleste     | 8′ |
| 26.                      | Flûte octaviante | 4′ |
| 27.                      | Flageolet        | 2′ |
| 28.                      | Piccolo          | 1′ |
| 29.                      | Cornet IV        |    |
| 30.                      | Trompette harm.  | 8′ |
| 31.                      | Basson-Hautbois  | 8′ |
| 32.                      | Voix humaine     | 8′ |
|                          | Tremblant        |    |

| Pédale C–g1 |             |     |
| 33.         | Principal   | 16′ |
| 34.         | Soubasse    | 16′ |
| 35.         | Octavebasse | 8′  |
| 36.         | Flûte       | 4′  |
| 37.         | Posaune     | 16′ |
| 38.         | Trompette   | 8′  |
| 39.         | Clairon     | 4′  |

- Koppeln: I/II, III/I, III/II, I/P, II/P, III/P

## In der Umgebung
Seit 2006 erhebt sich auf dem Platz vor dem Sakralbau ein Denkmal an Charles de Foucauld, einem Sohn der Stadt.